# Leucotaphus permancus
Leucotaphus permancus är en myrart som beskrevs av Cockerell 1927. Leucotaphus permancus ingår i släktet Leucotaphus och familjen myror. Inga underarter finns listade i Catalogue of Life.